# 엑토르 쿠페르
엑토르 라울 쿠페르(스페인어: Héctor Raúl Cúper, 1955년 11월 16일 ~ )는 아르헨티나의 전 축구 선수이자 현 축구 감독으로 현역 시절 포지션은 수비수였으며 최근 시리아 축구 국가대표팀의 감독을 역임했다.

## 선수 시절

### 클럽
1976년 페로 카릴 오에스테 입단을 통해 프로에 입문한 쿠페르 감독은 1977년부터 1978년까지 인디펜디엔테 리바다비아에서 활동하다가 1978년 친정팀인 페로 카릴 오리엔테로 복귀하여 10년 동안 통산 424경기 24골을 기록하며 아르헨티나 3부 리그 1978 시즌 우승, 아르헨티나 1부 리그 2회 우승(1982년 나시오날, 1984년 나시오날), 1982년 메트로폴리타노 3위, 1984년 메트로폴리타노 준우승에 기여했다.
이후 1988년 CA 우라칸으로 이적하여 4년 동안 132경기 8골을 기록하며 1989-90 아르헨티나 3부 리그 우승에 이바지한 뒤 1992년 현역에서 물러났으며 프로 통산 567경기 34골의 기록을 남겼다.

### 국가대표팀
1984년 아르헨티나 A대표팀에 발탁되었지만 국제 A매치 출전은 단 3경기에 그쳤고 이후 국가대표팀에서의 기록은 찾아볼 수가 없다.

## 지도자 경력
1993년 현역 시절 마지막 팀인 CA 우라칸의 지휘봉을 잡는 것을 시작으로 무려 26년 동안 CA 라누스, RCD 마요르카, 발렌시아 CF, 인테르 밀란, 레알 베티스, 파르마 칼초 1913, 조지아 축구 국가대표팀, 아리스 FC, 라싱 산탄데르, 오르두스포르, 알와슬 FC, 이집트 축구 국가대표팀, 우즈베키스탄 축구 국가대표팀의 감독을 맡으면서 모든 리그와 컵대회를 통틀어 4번의 우승과 5번의 준우승을 이끌었고 또한 이집트 대표팀 감독으로 2017년 아프리카 네이션스컵 준우승과 이집트의 28년만의 월드컵 본선 진출을 지휘하면서 2017년 아프리카 축구 연맹이 선정한 올해의 감독상과 글러브 사커 어워즈 최고의 아랍 국가대표팀 감독으로 선정되는 영예를 안았다.
그리고 우즈베키스탄 감독으로는 2019년 AFC 아시안컵에서 팀의 16강 진출을 이끌었으나 16강에서 호주와 승부차기까지 가는 혈전 끝에 패하며 8강 문턱에서 고배를 마셨고 2021년 콩고 민주 공화국 축구 국가대표팀 감독으로 전격 선임되었으나 1년만에 물러났다.
그리고 2023년 시리아 축구 국가대표팀의 감독으로 취임하여 이듬해에 열린 2023년 AFC 아시안컵 본선에서 시리아 축구 역사상 첫 메이저 대회 16강 진출의 업적을 이끌어냈으나 2026년 FIFA 월드컵 아시아 지역 2차 예선 B조에서 일본과 2경기를 치르며 10골을 얻어맞았고 미얀마와의 4차전에서는 7-0 대승을 거두긴 했지만 2승 1무 3패·조 3위로 3회 연속 아시아 최종 예선 진출 대신 2027년 AFC 아시안컵 최종 예선으로 밀려나면서 결국 시리아 대표팀 감독직에서 물러났다.

## 수상

### 감독

#### 라누스
- 코파 CONMEBOL (1): 1996

#### 마요르카
- 수페르코파 데 에스파냐 (1): 1998
- UEFA 컵위너스컵 준우승 (1): 1998–99
- 코파 델 레이 준우승 (1): 1997–98

#### 발렌시아
- 수페르코파 데 에스파냐 (1): 1999
- UEFA 챔피언스리그 준우승 (2): 1999-00, 2000-01

#### 아리스 테살로니키
- 그리스 컵 (1): 2009–10

#### 이집트
- 아프리카 네이션스컵 준우승 : 2017

### 개인
- 돈발롱 라리가 올해의 감독 : 1999
- UEFA 올해의 클럽 감독 : 2000
- EUS 올해의 감독 : 2000
- CAF 올해의 감독 : 2017
- 글로브사커 올해의 아랍권 감독 : 2017